# Alcis lidjangica
Alcis lidjangica är en fjärilsart som beskrevs av Eugen Wehrli 1943. Alcis lidjangica ingår i släktet Alcis och familjen mätare. Inga underarter finns listade i Catalogue of Life.